# Barrage de Sterkfontein
Le barrage de Sterkfontein est un barrage hydroélectrique situé sur le cours de la rivière  	Nuwejaarspruit, un affluent de la Wilge. Il fait partie du Tugela-Vaal Water Project.

## Histoire
L'expansion économique rapide de l'agglomération de Johannesburg dans les années 1960 et 1970 a menacé durablement son approvisionnement en eau. Il a donc été décidé de rediriger vers la mer les eaux de la grande rivière Tugela, largement inutilisées, et de les stocker dans un grand réservoir stratégique à très faible évaporation. Le site initialement choisi pour ce projet se trouvait dans la vallée adjacente, à l'ouest, sur la rivière Elands. Cette option était privilégiée d'un point de vue technique, car elle nécessitait un barrage plus petit. Cependant, peu avant le début des travaux, le site de Nuwejaarspruit a été choisi pour des raisons politiques, car il permettait d'éviter l'inondation partielle du nouveau bantoustan de Qwaqwa à Phuthadichaba. Cette ressource nationale stratégique aurait pu être située dans un « pays étranger », ce qui aurait été inacceptable du point de vue du gouvernement de l'époque.

### Construction
La construction a débuté en 1969 et la première phase, mise en service en 1977, comprenait un remblai en terre de 69 mètres de haut et de 2 290 mètres de long, sans déversoir. Après l'achèvement de la première phase, il a été décidé de passer immédiatement à la phase finale. Le barrage a été surélevé en 1980 pour atteindre sa hauteur actuelle de 93 mètres, avec une crête de 3 060 mètres et une capacité d'alimentation maximale de 2 656 millions de mètres cubes. À pleine capacité, sa superficie ne dépasse pas 70 km². Le barrage étendu a été mis en service en 1980 et a une capacité de 2 616 950 mètres cubes (2 121,60 acres). Sa superficie n'est que de 67,26 kilomètres carrés (25,97 miles carrés). Le mur du barrage mesure 93 mètres (305 pieds) de haut. La durée totale des travaux a été de 11 ans. Le barrage de Sterkfontein a été conçu et construit par le ministère des Affaires hydrauliques. Il est principalement destiné à un usage domestique et industriel et son potentiel de danger a été classé comme élevé.

## Reférénces
1. ↑  (en) Text by Sean Christie Photos by David Southwood, « Joburg’s water woes are self-inflicted », sur GroundUp News, 8 octobre 2024 (consulté le 11 avril 2025)
2. ↑  (en) Brent Lindeque, « When History Resurfaces: The Underwater Graves of the Vaal Dam », sur Good Things Guy, 14 décembre 2024 (consulté le 11 avril 2025)